# Gynoecium

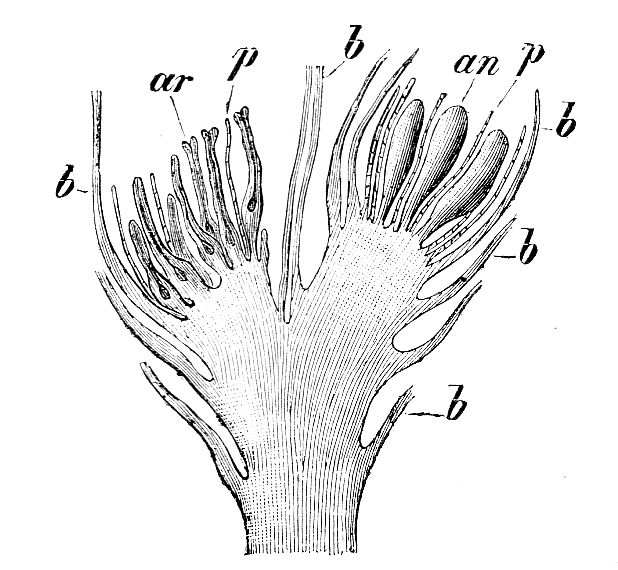
Gynoecium (links) met archegonia (ar) en parafysen (p) en een androecium (rechts) van Phascum cuspidatum

Het gynoecium of gynaeceum is bij Embryophyta het geheel van de bij elkaar geplaatste vrouwelijke voortplantingsorganen.
Bij zaadplanten is het de naam voor de stampers van een bloem. Bij mossen is een gynoecium een groep bij elkaar staande archegonia, omgeven door speciaal gevormde omwindselbladeren, het perichaetium.
De naam voor de groep van mannelijke voortplantingsorganen is het androecium; bij embryophyten gaat het om bij elkaar staande meeldraden, bij mossen om bij elkaar staande antheridia met het perigonium.

## Woordherleiding
De Duitse botanicus Johannes Röper gebruikte in 1826 bij de beschrijving van zaadplanten voor het eerst de term gynoecium.. Hij gebruikte daarbij de schrijfwijze gynoeceum.  Deze naam introduceerde hij tegelijkertijd met de naam voor de mannelijke tegenhanger, het androecium, bij Röper geschreven als androeceum. Het  androecium droeg voor de publicatie van Röper nog niet een overkoepelende naam. Het gynoeceum van zaadplanten was eerder bekend in het botanische Latijn onder de naam pistillum. Deze laatste term kwam al voor bij de Romeinse blijspeldichter Titus Maccius Plautus, (250 v.Chr.-184 v.Chr.) in de betekenis van (kleine) stamper.
De naam gynoeceum leidde Röper af van γυνή en οἶκος, zonder een vertaling te geven van deze twee Oudgriekse begrippen (en met de spelfout γυνη en οἰκος). De term γυνή kan vertaald worden met vrouw en οἶκος met huis, vertrek of kamer. De naam androeceum leidde hij op dezelfde manier af van ἀνήρ en οἶκος (met de spelfout ἀνηρ). Röper ging er aan voorbij dat er in het klassieke Latijn al het soortgelijke begrip gynaeceum bestond. Bijzonder genoeg veranderde hij in een iets later werk uit 1830 de spelling in gynaeceum, zonder een verdere vermelding. Hij behield wel de vorm en spelling androeceum. De schrijfwijze gynaeceum gaat terug op het Oudgrieks γυναικεῖον. Het γυναικεῖον was in het oude Griekenland het vrouwenvertrek (van een huis). Het woord is geen afleiding van οἶκος, maar een substantivering van het onzijdige bijvoeglijk naamwoord γυναικεῖον, vrouwelijk, met betrekking tot (de) vrouw(en). Desondanks lijkt dit woord toch een soortgelijk begrip uit te drukken als de samenstelling van γυνή en οἶκος (huis, vertrek) bij Röper.
In het klassieke Latijn werd ook de term gynaeceum, als leenwoord uit het Grieks, gebruikt om te verwijzen naar het vrouwenvertrek van de Grieken. Bij de Romeinen kon het gynaeceum tijdens de keizertijd ook verwijzen naar het serail waar de vrouwen moesten weven en spinnen. Naast gynaeceum komt men in het klassieke Latijn ook nog de schrijfwijzen gunaeceum, en gynaecium tegen. Deze laatste schrijfwijze komt ook voor in het botanische Latijn.
De schrijfwijze gynaeceum is te verdedigen vanuit het feit dat er eerder het soortgelijke woord gynaeceum in het klassieke Latijn bestond. Het woord gynoeceum zou daarnaast eventueel verkeerd gevormd kunnen zijn. Gewoonlijk worden in het Oudgrieks samenstelling met γυνή gevormd met de stam γυναικ-. De enige uitzonderingen in het Oudgrieks zijn γύνανδρος en γυναιμανής, als variant van γυναικομανής. De vorm gynoeceum voldoet hier niet aan. Als Röper technisch gezien een juiste samenstelling had willen vormen, dan had hij de vorm gynaecoeceum dienen te gebruiken. Anderzijds noodzaakt de afleiding van androeceum, dat als ander lid van het paar androeceum-gynoeceum gezien kan worden, de schrijfwijze gynoeceum.. In het Oudgrieks was de mannelijke tegenhanger van het γυναικεῖον (vrouwenvertrek), de ἀνδρών, ook geschreven als ἀνδρειών of ἀνδρεών,  ofwel het mannenvertrek. In het klassieke Latijn bestaat het woord als leenwoord uit het Oudgrieks als andron. Volgens sommigen kan de schrijfwijze ‘gynaeceum alleen gerechtvaardigd worden als de pendant andron ook gebruikt zou worden binnen het botanische Latijn, maar aangezien dat niet zo is, keuren sommigen de schrijfwijze gynaeceum daarom af.
De schrijfwijze gynoecium, geschreven met –ium in plaats van –eum, wordt door sommigen beschouwd als een verengelsing van gynoeceum. Deze schrijfwijze komt voor het eerst voor bij de botanicus George Bentham.
Uit verscheidene bronnen is af te leiden dat de term gynoeceum vooral in begin alleen werd toegepast voor zaadplanten, aangezien het als synoniem voor de stamper(s) werd gezien.